# Thyregis relictus
Thyregis relictus là một loài bọ cánh cứng trong họ Bọ hung (Scarabaeidae).